# 黒岩山 (飛騨山脈)
黒岩山（くろいわやま）は、富山県下新川郡朝日町と新潟県糸魚川市にまたがる山。標高は1624m。国の特別天然記念物である白馬連山高山植物帯の区域内にある山。
富山県登山連盟の富山の百山の一つ。

## 概要
西面の黒岩谷が山名の由来である。山頂南側には黒岩平という高山植物の多い草原がある。白馬連山高山植物帯のうち、広い草原があるのはこの山が北端であり、高山植物が豊富。山頂は展望がよく能登半島なども見える。

## 生態
白馬連山高山植物帯にあり、高山植物が多く、ミズバショウ、オオカメノキ、イワイチョウの群生や、タムシバ、オオバギボウシ、ゴゼンタチバナなどが自生する。また、斜面地帯にはニッコウキスゲ、ウラジオヨウラク、コバイケイソウなどが自生し、草原地帯にはタテヤマリンドウ、チングルマ、コイワカガミ、
ヒメウギアヤメなどが群生する。

## 登山
栂池新道と、中俣新道の2つの登山道がある。